# Filage (théâtre)
Pour les articles homonymes, voir Filage.
Le filage est une répétition d'un spectacle (pièce de théâtre, ...) durant laquelle il est joué sans interruption du début à la fin et dans l’ordre, mais sans le public. 
Il est réalisé généralement au cours des dernières répétitions. Il sert à calculer le temps nécessaire au spectacle et à régler les différents détails, notamment la coordination entre les différents participants du spectacle (changements de scènes, de décors, habillements, etc.),,,,.  
On distingue plusieurs types de filage. Le filage à l'italienne favorise le texte qui doit être dit d'une traite, sans le ton ni le jeu et rapidement. Le filage à l'allemande ajoute les placements et parfois les lumières. Le filage en costumes se fait avec les costumes ainsi que le jeu. 
Le mot a évolué, au XIXe siècle, une scène était bien filée lorsque l'auteur dramatique avait su captiver le public du début à la fin.